# Isotopes du néodyme
Le néodyme (Nd, numéro atomique 60)  naturel est composé de cinq isotopes stables (142Nd, 143Nd, 145Nd, 146Nd et 148Nd) et de deux radioisotopes primordiaux à très longue demi-vie (144Nd et 150Nd). En tout, trente-trois radioisotopes du néodyme ont été caractérisés ; hormis les deux radioisotopes primordiaux, ils ont tous une demi-vie inférieure à un mois. On connaît également au néodyme treize isomères nucléaires, dont le plus stable est le 139mNd (t1/2 = 5,5 h).
Les produits de désintégration des isotopes plus légers que 142Nd sont des isotopes du praséodyme, et les produits de désintégration des isotopes plus lourds sont des isotopes du prométhium.
Masse atomique standard : 144,242(3) u.

## Néodyme naturel
Le néodyme est composé de cinq isotopes stables (142Nd, 143Nd, 145Nd, 146Nd et148Nd) et de deux radioisotopes primordiaux quasi stables à très longue demi-vie (144Nd - demi-vie de 2,29 × 1015 années, plus de 100 000 fois l'âge de l'univers - et 150Nd - demi-vie de 6,7 × 1018 années).
| Isotope | Abondance (pourcentage molaire) | Gamme de variation naturelle |
| ------- | ------------------------------- | ---------------------------- |
| 142Nd   | 27,2 (5) %                      | 26,8 - 27,3                  |
| 143Nd   | 12,2 (2) %                      | 12,12 - 12,32                |
| 144Nd   | 23,8 (3) %                      | 23,79 - 13,97                |
| 145Nd   | 8,3 (1) %                       | 8,23 - 8,35                  |
| 146Nd   | 17,2 (3) %                      | 17,06 - 17,35                |
| 148Nd   | 5,7 (1) %                       | 5,66 - 5,78                  |
| 150Nd   | 5,6 (2) %                       | 5,53 - 5,69                  |

### Notes

Ce diagramme montre l’abondance isotopique naturelle (normale) du néodyme, ainsi que celle du site du réacteur nucléaire naturel d'Oklo modifiée par les isotopes du néodyme produits par la fission de 235U.

## Table
| symbole du nucléide | Z(p)                 | N(n)                 | masse isotopique (u) | demi-vie          | Modes de désintégration, | Isotopes fils  | spin nucléaire |
| symbole du nucléide | énergie d'excitation | énergie d'excitation | énergie d'excitation | demi-vie          | Modes de désintégration, | Isotopes fils  | spin nucléaire |
| ------------------- | -------------------- | -------------------- | -------------------- | ----------------- | ------------------------ | -------------- | -------------- |
| 124Nd               | 60                   | 64                   | 123,95223(64)#       | 500# ms           |                          |                | 0+             |
| 125Nd               | 60                   | 65                   | 124,94888(43)#       | 600(150) ms       |                          |                | 5/2(+#)        |
| 126Nd               | 60                   | 66                   | 125,94322(43)#       | 1# s [>200 ns]    | β+                       | 126Pr          | 0+             |
| 127Nd               | 60                   | 67                   | 126,94050(43)#       | 1,8(4) s          | β+                       | 127Pr          | 5/2+#          |
| 127Nd               | 60                   | 67                   | 126,94050(43)#       | 1,8(4) s          | β+, p (rare)             | 126Ce          | 5/2+#          |
| 128Nd               | 60                   | 68                   | 127,93539(21)#       | 5# s              | β+                       | 128Pr          | 0+             |
| 128Nd               | 60                   | 68                   | 127,93539(21)#       | 5# s              | β+, p (rare)             | 127Ce          | 0+             |
| 129Nd               | 60                   | 69                   | 128,93319(22)#       | 4,9(2) s          | β+                       | 129Pr          | 5/2+#          |
| 129Nd               | 60                   | 69                   | 128,93319(22)#       | 4,9(2) s          | β+, p (rare)             | 128Ce          | 5/2+#          |
| 130Nd               | 60                   | 70                   | 129,92851(3)         | 21(3) s           | β+                       | 130Pr          | 0+             |
| 131Nd               | 60                   | 71                   | 130,92725(3)         | 33(3) s           | β+                       | 131Pr          | (5/2)(+#)      |
| 131Nd               | 60                   | 71                   | 130,92725(3)         | 33(3) s           | β+, p (rare)             | 130Ce          | (5/2)(+#)      |
| 132Nd               | 60                   | 72                   | 131,923321(26)       | 1,56(10) min      | β+                       | 132Pr          | 0+             |
| 133Nd               | 60                   | 73                   | 132,92235(5)         | 70(10) s          | β+                       | 133Pr          | (7/2+)         |
| 133m1Nd             | 127,97(11) keV       | 127,97(11) keV       | 127,97(11) keV       | ~70 s             | β+                       | 133Pr          | (1/2)+         |
| 133m2Nd             | 176,10(10) keV       | 176,10(10) keV       | 176,10(10) keV       | ~300 ns           |                          |                | (9/2–)         |
| 134Nd               | 60                   | 74                   | 133,918790(13)       | 8,5(15) min       | β+                       | 134Pr          | 0+             |
| 134mNd              | 2293,1(4) keV        | 2293,1(4) keV        | 2293,1(4) keV        | 410(30) µs        |                          |                | (8)–           |
| 135Nd               | 60                   | 75                   | 134,918181(21)       | 12,4(6) min       | β+                       | 135Pr          | 9/2(–)         |
| 135mNd              | 65,0(2) keV          | 65,0(2) keV          | 65,0(2) keV          | 5,5(5) min        | β+                       | 135Pr          | (1/2+)         |
| 136Nd               | 60                   | 76                   | 135,914976(13)       | 50,65(33) min     | β+                       | 136Pr          | 0+             |
| 137Nd               | 60                   | 77                   | 136,914567(12)       | 38,5(15) min      | β+                       | 137Pr          | 1/2+           |
| 137mNd              | 519,43(17) keV       | 519,43(17) keV       | 519,43(17) keV       | 1,60(15) s        | TI                       | 137Nd          | (11/2–)        |
| 138Nd               | 60                   | 78                   | 137,911950(13)       | 5,04(9) h         | β+                       | 138Pr          | 0+             |
| 138mNd              | 3174,9(4) keV        | 3174,9(4) keV        | 3174,9(4) keV        | 410(50) ns        |                          |                | (10+)          |
| 139Nd               | 60                   | 79                   | 138,911978(28)       | 29,7(5) min       | β+                       | 139Pr          | 3/2+           |
| 139m1Nd             | 231,15(5) keV        | 231,15(5) keV        | 231,15(5) keV        | 5,50(20) h        | β+ (88,2 %)              | 139Pr          | 11/2–          |
| 139m1Nd             | 231,15(5) keV        | 231,15(5) keV        | 231,15(5) keV        | 5,50(20) h        | TI (11,8 %)              | 139Nd          | 11/2–          |
| 139m2Nd             | 2570,9+X keV         | 2570,9+X keV         | 2570,9+X keV         | ≥141 ns           |                          |                |                |
| 140Nd               | 60                   | 80                   | 139,90955(3)         | 3,37(2) j         | CE                       | 140Pr          | 0+             |
| 140mNd              | 2221,4(1) keV        | 2221,4(1) keV        | 2221,4(1) keV        | 600(50) µs        |                          |                | 7–             |
| 141Nd               | 60                   | 81                   | 140,909610(4)        | 2,49(3) h         | β+                       | 141Pr          | 3/2+           |
| 141mNd              | 756,51(5) keV        | 756,51(5) keV        | 756,51(5) keV        | 62,0(8) s         | TI (99,95 %)             | 141Nd          | 11/2–          |
| 141mNd              | 756,51(5) keV        | 756,51(5) keV        | 756,51(5) keV        | 62,0(8) s         | β+ (,05 %)               | 141Pr          | 11/2–          |
| 142Nd               | 60                   | 82                   | 141,9077233(25)      | Stable            | Stable                   | Stable         | 0+             |
| 143Nd,              | 60                   | 83                   | 142,9098143(25)      | Observé stable    | Observé stable           | Observé stable | 7/2−           |
| 144Nd,              | 60                   | 84                   | 143,9100873(25)      | 2,29(16) × 1015 a | α                        | 140Ce          | 0+             |
| 145Nd               | 60                   | 85                   | 144,9125736(25)      | Observé stable    | Observé stable           | Observé stable | 7/2−           |
| 146Nd               | 60                   | 86                   | 145,9131169(25)      | Observé stable    | Observé stable           | Observé stable | 0+             |
| 147Nd               | 60                   | 87                   | 146,9161004(25)      | 10,98(1) j        | β−                       | 147Pm          | 5/2−           |
| 148Nd               | 60                   | 88                   | 147,916893(3)        | Observé stable    | Observé stable           | Observé stable | 0+             |
| 149Nd               | 60                   | 89                   | 148,920149(3)        | 1,728(1) h        | β−                       | 149Pm          | 5/2−           |
| 150Nd,              | 60                   | 90                   | 149,920891(3)        | 6,7(7) × 1018 a   | β−β−                     | 150Sm          | 0+             |
| 151Nd               | 60                   | 91                   | 150,923829(3)        | 12,44(7) min      | β−                       | 151Pm          | 3/2+           |
| 152Nd               | 60                   | 92                   | 151,924682(26)       | 11,4(2) min       | β−                       | 152Pm          | 0+             |
| 153Nd               | 60                   | 93                   | 152,927698(29)       | 31,6(10) s        | β−                       | 153Pm          | (3/2)−         |
| 154Nd               | 60                   | 94                   | 153,92948(12)        | 25,9(2) s         | β−                       | 154Pm          | 0+             |
| 154m1Nd             | 480(150)# keV        | 480(150)# keV        | 480(150)# keV        | 1,3(5) µs         |                          |                |                |
| 154m2Nd             | 1349(10) keV         | 1349(10) keV         | 1349(10) keV         | >1 µs             |                          |                | (5−)           |
| 155Nd               | 60                   | 95                   | 154,93293(16)#       | 8,9(2) s          | β−                       | 155Pm          | 3/2−#          |
| 156Nd               | 60                   | 96                   | 155,93502(22)        | 5,49(7) s         | β−                       | 156Pm          | 0+             |
| 156mNd              | 1432(5) keV          | 1432(5) keV          | 1432(5) keV          | 135 ns            |                          |                | 5−             |
| 157Nd               | 60                   | 97                   | 156,93903(21)#       | 2# s [>300 ns]    | β−                       | 157Pm          | 5/2−#          |
| 158Nd               | 60                   | 98                   | 157,94160(43)#       | 700# ms [>300 ns] | β−                       | 158Pm          | 0+             |
| 159Nd               | 60                   | 99                   | 158,94609(54)#       | 500# ms           | β−                       | 159Pm          | 7/2+#          |
| 160Nd               | 60                   | 100                  | 159,94909(64)#       | 300# ms           | β−                       | 160Pm          | 0+             |
| 161Nd               | 60                   | 101                  | 160,95388(75)#       | 200# ms           | β−                       | 161Pm          | 1/2−#          |

1. ↑  En gras pour les isotopes quasi stables (de demi-vie supérieure à l'âge de l'univers)
2. ↑  Abréviations:

CE : Capture électronique

TI : Transition isomérique
3. ↑  En gras pour les isotopes stables
4. ↑  Théoriquement capable de fission spontanée.
5. 1 2 3 4 5 6 7 8  produit de fission
6. ↑  Utilisé dans la datation au samarium-néodyme
7. ↑  On suppose qu'il subit une désintégration α vers 139Ce
8. 1 2  radionucléide primordial
9. ↑  On suppose qu'il subit une désintégration α vers 141Ce avec une demi-vie supérieure à 6 × 1016 ans
10. ↑  On suppose qu'il subit une désintégration α vers 142Ce
11. ↑  On suppose qu'il subit une désintégration α vers 144Ce avec une demi-vie supérieure à 3,0 × 1018 ans